# Chiesa di Sant'Ignazio (Buenos Aires)
La chiesa di Sant'Ignazio (in spagnolo: Iglesia de San Ignacio) è un edificio di culto cattolico della capitale argentina Buenos Aires. Costruita a partire dal 1675, è la più antica chiesa tuttora esistente della città. Sorge nello storico quartiere di Monserrat.

## Storia e descrizione
Una prima chiesa dedicata a Sant'Ignazio di Loyola fu costruita dai Gesuiti nel 1675 dopo che, per cause di forza maggiore avevano dovuto abbandonare la loro sede originale in plaza de Mayo. Dieci anni dopo fu realizzata la torre campanaria sud in mattoni. Nel 1710 l'architetto gesuita Juan Krauss fu incaricato dal Superiore della Compagna di realizzare un nuovo tempio sul progetto della chiesa del Gesù di Roma. Dodici anni dopo, nonostante i lavori non fossero ancora terminati, la chiesa venne aperta. Fu consacrata il 7 ottobre 1734.
Durante l'invasione britannica di Buenos Aires del 1807, la chiesa di Sant'Ignazio funse da baluardo contro le forze inglesi di John Whitelocke. Nel 1821 vi fu celebrata la cerimonia d'inaugurazione dell'Università di Buenos Aires.
Il 21 maggio 1942 fu dichiarata monumento nazionale argentino. Il 16 giugno 1955, a seguito del colpo di stato che aveva rovesciato il presidente Juan Domingo Perón, una folla di manifestanti peronisti saccheggiò ed incendiò alcune chiese di Buenos Aires, compresa quella di Sant'Ignazio.